# Hubertmolen
De Hubertmolen is een windmolen in de Belgische badplaats Wenduine. Het is een kleine houten staakmolen uit 1880, die enigszins lijkt op de Hollandse wipmolens.
De molen werd gebouwd door Jan Hubert, die in 1879 toestemming kreeg van de Bestendige Deputatie van West-Vlaanderen de molen op zijn grond te bouwen. De molen was in 1880 klaar. Tot 1934 bleef de molen in gebruik.
Daarna werd de molen een toeristische attractie in de badplaats. De wijk eromheen kreeg de naam Molenwijk. Tijdens de Tweede Wereldoorlog werden in opdracht van de Duitsers de wieken weggenomen, maar na de oorlog werd hij hersteld. De molen en de omgeving werden reeds in 1946 als landschap beschermd. Na een storm in 1992 raakte de molen beschadigd. De gemeente De Haan kocht de molen op en liet deze restaureren. De molen zelf werd in 1993 als monument beschermd.
- Inventaris van het Bouwkundig Erfgoed (Vlaanderen): 54743